# Compagnie du Nord – Belge

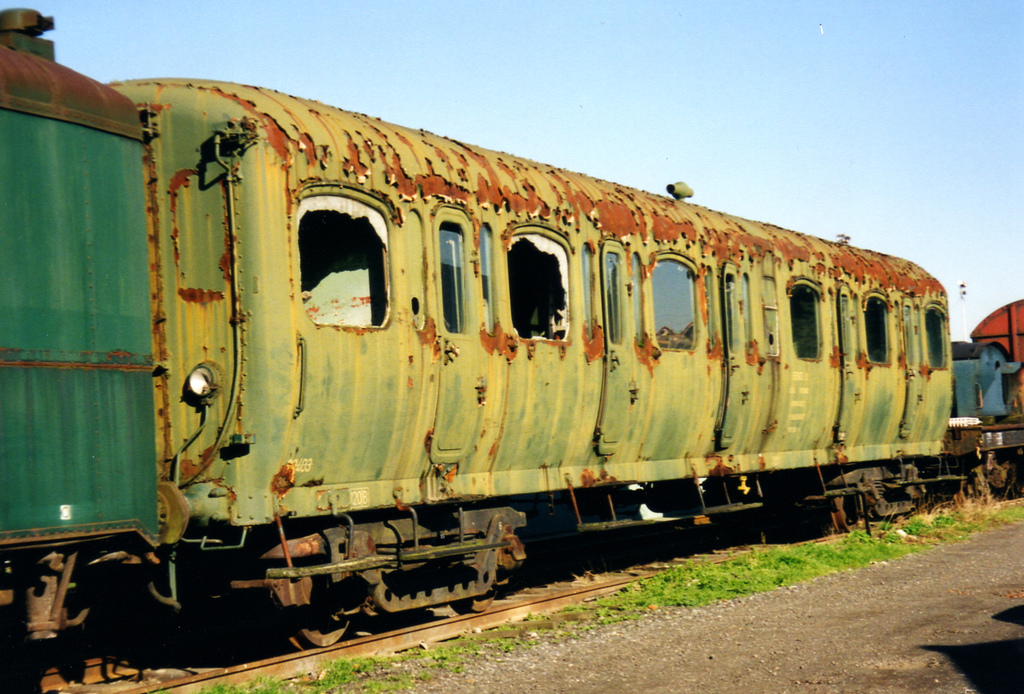
Een roestig Nord-Belge-rijtuig bij de museumspoorlijn Dendermonde-Puurs, dat ondertussen gesloopt is.

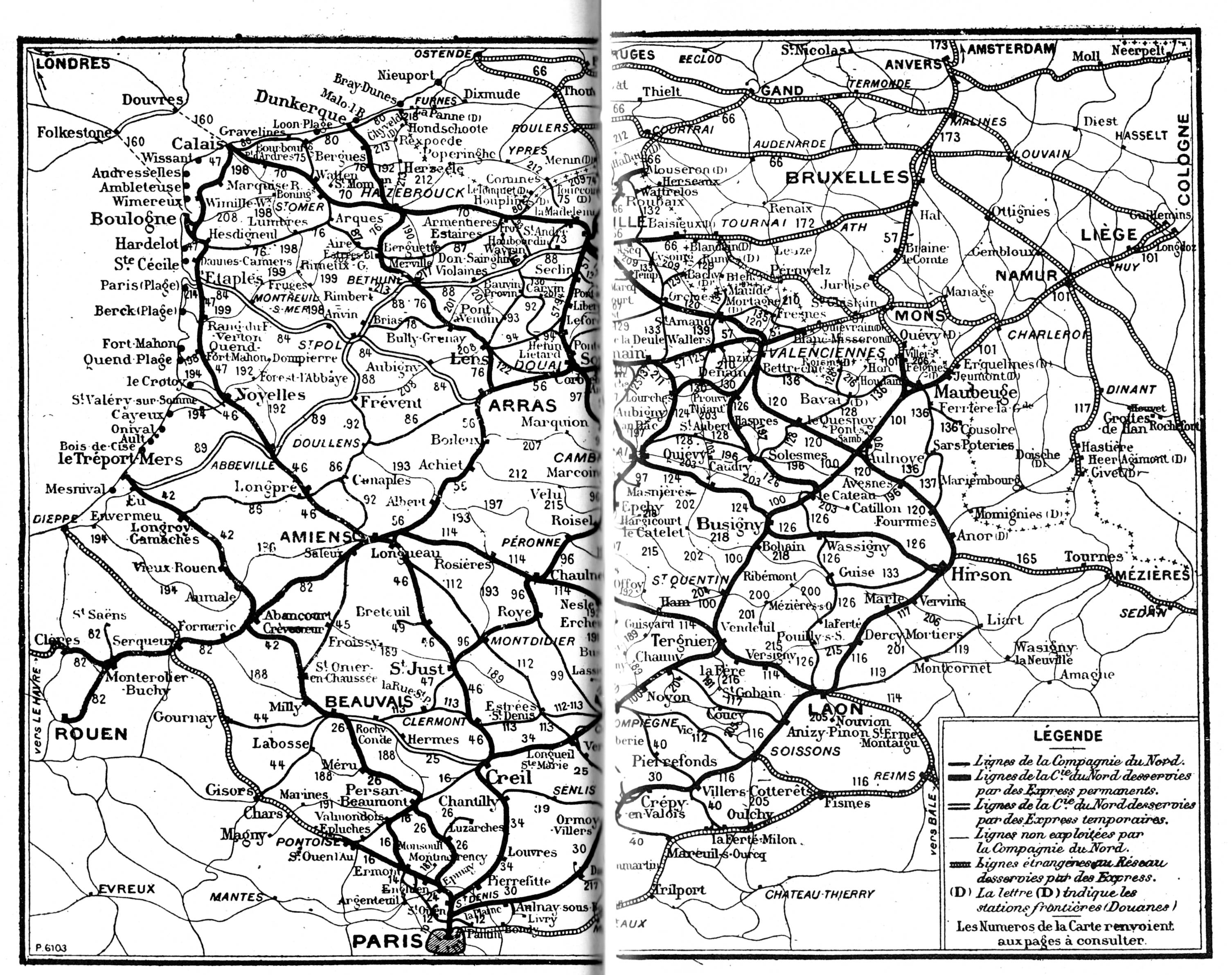
Spoornet van de voormalige Chemin de Fer du Nord.

De Compagnie du Nord – Belge was het Belgische administratieve filiaal van de grote Franse spoorwegmaatschappij Compagnie des chemins de fer du Nord, die vanaf 1854 diverse Belgische spoorlijnen in Wallonië exploiteerde. De aandeelhouder van de Franse Maatschappij was de familie Rothschild.
In die tijd was de industriële revolutie zowel in Noord Frankrijk als in Wallonië aan de gang en er was een grote behoefte om goede spoorverbindingen aan weerszijden van de grens. Met het gebruik van haar Belgische spoorlijnen waren de industriële centra van Bergen (Borinage), Charleroi en Luik goed bereikbaar vanuit Frankrijk.
De maatschappij exploiteerde de volgende spoorlijnen:
- Aulnoye - Bergen: Spoorlijn 96
- Jeumont - Charleroi: Spoorlijn 130A
- Givet - Dinant - Namen: Spoorlijn 154
- Namen - Luik: Spoorlijn 125 (In Luik was het eigen eindstation Longdoz)

Daarnaast had maatschappij ook het recht om tegen vergoeding treinen te laten rijden op het traject Charleroi - Namen (Spoorlijn 130). Hierdoor kon de maatschappij treinen laten rijden tussen Jeumont en Luik.
Naast de exploitatie van haar spoorlijnen had de maatschappij nog belangen in het tram- en streekvervoer. Zo trad ze als pachter op de buurtspoorweglijnen in de omgeving van Andenne en had ze belangen in de stadstram van Namen. De belangen werden gebundeld in de dochtermaatschappij societé MOSANE.
De maatschappij had een herkenbare stijl van stations en eigen materieel. De locomotieven waren herkenbaar aan het opschrift Nord Belge en de nummers waren van messing of wit geschilderd.

## Geschiedenis
De Franse moedermaatschappij, Compagnie des chemins de fer du Nord, werd op 10 september 1845 opgericht door baron James de Rothschild. Op 28 juni 1854 neemt deze maatschappij de inboedel in België over van een Engelse maatschappij die failliet is gegaan. De inboedel bestond uit de spoorwegconcessies: Namen - Luik (lijn 125), Charleroi - Erquelinnes (lijn 130A) en Bergen - Quévy (lijn 96). Namen - Luik was al in exploitatie sinds 20 september 1851 en Charleroi - Erquelinnes was al in exploitatie sinds 6 november 1852. De maatschappij kwam in het volledige bezit van de spoorlijnen op 1 januari 1855. De Nord-Belge werd grotendeels bestuurd vanuit Parijs. De Belgische zetel was in Longdoz, Luik. De stations van Namen en Charleroi werden met behulp van een conventie gezamenlijk met de Belgische staatsspoorwegen beheerd. De stelplaatsen waren gelegen in Saint-Martin (bij Charleroi), Kinkempois (bij Luik), Namen en Frameries (bij Bergen).
Op 9 mei 1896 werd door de Chemin de fer du Nord- de Nord-Express-trein tussen Parijs en Sint-Petersburg (Rusland) opgestart. Vanaf 1 november 1902 worden alle snel- en exprestreinen, tussen Namen en Charleroi, een staatspoor-sectie, getrokken door Nord-Belge locomotieven, wat het aantal locwisselingen voor internationale treinen beperkte. In 1930 legde de Valeureux Liégeois-trein de afstand tussen Parijs en Luik, 367 kilometer, in vier uur af.
Op 1 januari 1937 werd de Franse moedermaatschappij genationaliseerd en opgenomen in de SNCF.
Op 10 mei 1940 werd de Nord-Belge officieel overgenomen door de staat. Op 10 mei was de start van de Duitse invasie. In feite was de maatschappij Nord-Belge op 10 mei gestopt met alle activiteiten en er is op 5 februari 1941 besloten om met terugwerkende kracht de Nord-Belge spoorlijnen door de staatsspoorwegen over te laten nemen. Pas na de oorlog is de Nord-Belge geïntegreerd in de NMBS en werd de oorlogsschade hersteld. De juridische afwikkeling van de overname heeft nog lang geduurd in verband met de oorlogschaos en de Duitse bezetting. De overnamesom is vastgesteld op 500 miljoen Belgische frank. Een koninklijk besluit van 30 december 1946 bekrachtigt het overnamebesluit, genomen tijdens de Duitse bezetting, en stelt met terugwerkende kracht de overnamedatum van 10 mei 1940 vast. Die datum is dus vooral een boekhoudkundige datum.